# 리쿠르고스 (트라케)

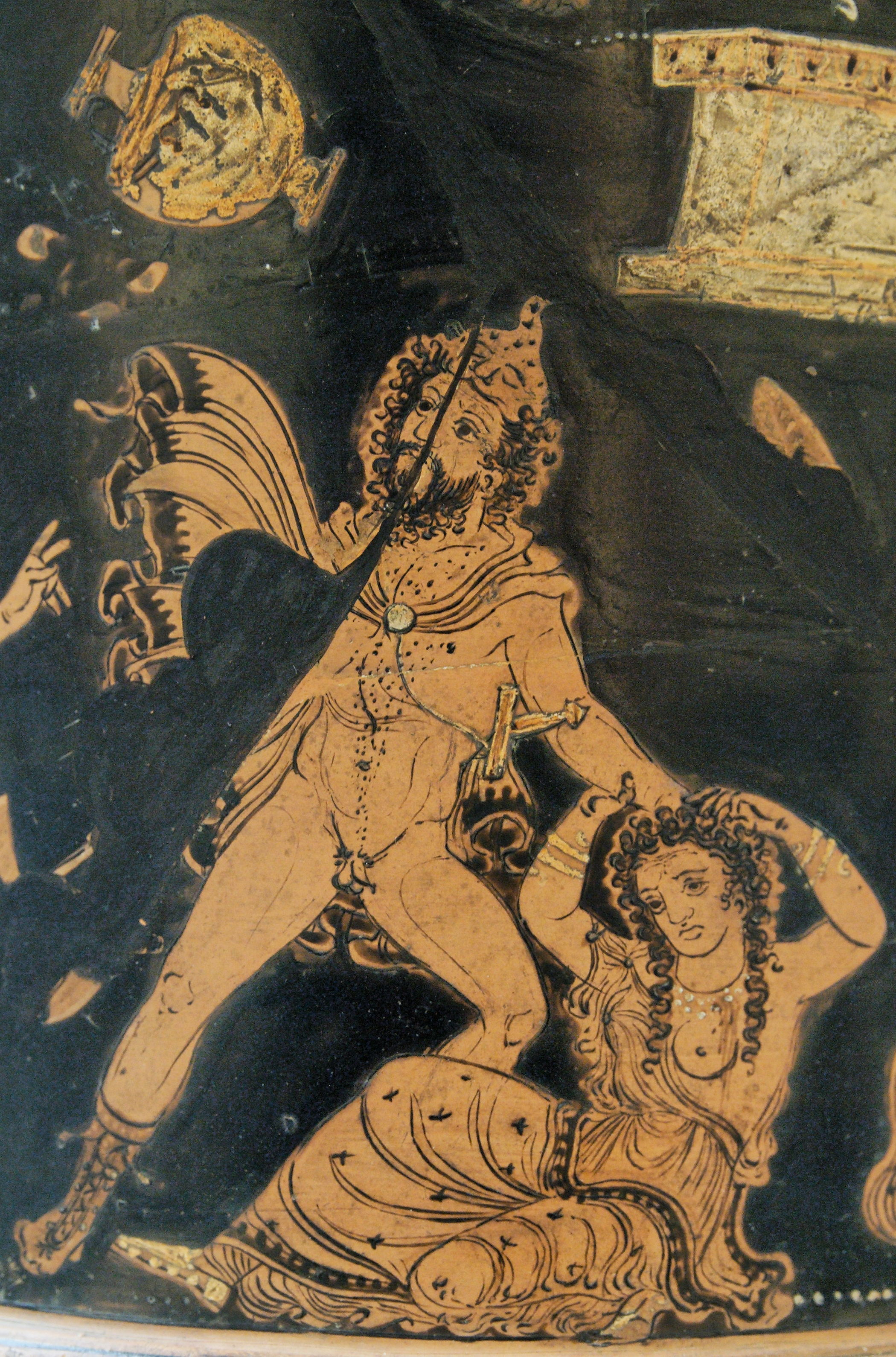
디오니소스로 인해 미치게 된 리쿠르고스는 아내를 공격한다. 기원전 350 ~ 340년, 대영 박물관.

그리스 신화에서 리쿠르고스(고대 그리스어: Λυκοῦργος)는 트라케 에도노이 지방의 왕이다. 드리아스의 아들이며, 리쿠르고스의 아들 이름 또한 드리아스이다.

## 신화
리쿠르고스는 디오니소스 숭배 행위를 금지시켰다. 자신의 왕국에 디오니소스가 있다는 사실을 듣게 된 리쿠르고스는 디오니소스 추종자인 마이나스를 가두거나 내쫓고, 소몰이막대를 휘두르며 디오니소스 또한 트라케에서 추방하였다. 일부 원전에서는 디오니소스의 수양어머니 암브로시아도 수감되었다고 전한다. 디오니소스는 바다 님프 테티스와 해저 동굴로 피신하여 도망하였다.
《비블리오테케》(3.5.1)의 편집자는 마이나스와 더불어 특히 암브로시아를 가둔 것에 대한 처벌로 디오니소스가 리쿠르고스를 미치게 만들었다고 전한다. 광기에 빠진 리쿠르고스는 자신의 아들을 디오니소스를 상징하는 담쟁이덩굴의 성체 줄기로 착각하여 그를 죽이고 코와 귀, 손가락, 발가락을 잘라냈다. 리쿠르고스의 살인으로 트라케의 백성들은 공포에 휩싸였다. 디오니소스는 리쿠르고스가 억울함을 이유로 처벌받지 않는다면 트라케 지방의 땅이 영원히 메마르고 황량할 것이라 선언하였고, 백성들은 리쿠르고스를 묶어 판가에우스 산으로 끌고 가 식인을 하는 말에게 내던졌다. 《아이네이스》 3권 14행에 대한 세르비우스의 주해와 히기누스의 《이야기》 132행에서는 다른 이야기를 전하고 있는데, 여기서는 리쿠르고스가 담쟁이덩굴을 자르려다 자신의 발을 잘라버렸다고 기록한다. 리쿠르고스가 죽자 디오니소스는 저주를 풀었다.
히기누스의 또 다른 이야기에서 리쿠르고스는 포도주를 마신 뒤 어머니를 강간하려고 하였다. 자신이 저지른 짓을 깨달았을 때 그는 포도주가 나쁜 약이라 생각하여 포도 덩굴을 자르려고 하였다. 디오니소스는 이에 대한 형벌로 리쿠르고스를 미치게 만들어 아내와 아들을 모두 죽이게 만든 뒤 로도페 산의 표범에게 던졌다.
디오도로스 시켈로스는 트로이아 전쟁이 일어나기 수세기 전 트라케의 왕 리쿠르고스가 스키티아 사람 시필로스와 함께 자신의 지휘관 중 한 명인 모프소스를 추방하였다고 전한다. 얼마 뒤 리비아의 아마조네스가 트라케를 침공했을 때, 모프소스와 시필로스가 돌아와 나라를 구하기 위해 총력전을 펼쳤고, 이로 인해 아마조네스 측의 여왕 미린네가 전사하였다. 트라케인들은 살아남은 아마조네스를 리비아까지 뒤쫓았다.
일부 판본에서 리쿠르고스와 디오니소스의 처벌 이야기는 트라케가 아닌 아라비아를 공간적 배경으로 펼쳐진다. 유실된 아이스킬로스 비극에서는 리쿠르고스를 맥주를 마시는 자로 묘사하였기에 그가 포도주의 신에 대항하는 적수였다. 소포클레스의 《안티고네》에서 안티고네가 끌려간 뒤 나오는 코러스의 송시(960행)에서 리쿠르고스에 대한 이러한 언급을 더 찾아볼 수 있다.
아이킬로스보다 오래된 원전인 호메로스의 《일리아스》에서는 리쿠르고스의 신, 특히 디오니소스에 대한 무례로 받게 되는 처벌이 제우스가 그를 실명시키는 것인데, 시력을 잃은 뒤 얼마 지나지 않아 죽게 된다.
소포클레스에 따르면 광란 상태의 리쿠르고스는 디오니소스를 조롱하였고, 그의 광기가 사라질 때까지 "돌로 된 감옥"에 감금되는 벌을 받았다.

## 같이 보기
- 리쿠르고스 잔

## 참고 문헌
- Dalby, Andrew (2005). 《The Story of Bacchus》. London: British Museum Press. ISBN 0-7141-2255-6.Dalby, Andrew (2005). 《The Story of Bacchus》. London: British Museum Press. ISBN 0-7141-2255-6. Dalby, Andrew (2005). 《The Story of Bacchus》. London: British Museum Press. ISBN 0-7141-2255-6.